# 丹麥的瑪格麗特 (1456-1486)
丹麦的瑪格麗特（1456年6月23日—1486年7月14日）是丹麦、挪威和瑞典国王克里斯蒂安一世和多蘿西亞的女儿，蘇格蘭國王詹姆斯三世的王后，在位時間為1469年至1486年。
玛格丽特和詹姆斯三世之间的关系并不和諧。据稱玛格丽特並不太喜欢她的丈夫，與丈夫發生性關係也不過是为了生育。他们關係疏远的一个原因是詹姆斯三世偏爱他们的次子而不是长子。1482年，兩人分居，詹姆斯三世選擇住在爱丁堡，而玛格丽特則定居於史特靈城堡。
1486年7月14日，玛格丽特於史特靈城堡病逝，並下葬于坎布斯肯尼特修道院。1488年，詹姆斯三世去世后与玛格丽特合葬。修道院除了钟楼外其餘建築依舊保留，不過大部分已成为废墟。1865年，玛格丽特的后裔维多利亚女王出资修复並封閉墓地。